# Challenger de São Paulo 2024
El torneo Torneio Internacional Masculino de Tênis 2024 fue un torneo de tenis perteneció al ATP Challenger Tour 2024 en la categoría Challenger 75. Se trató de la 1ª edición; el torneo tuvo lugar en la ciudad de São Paulo (Brasil), desde el 11 hasta el 17 de noviembre de 2024 sobre pista dura al aire libre.

## Jugadores participantes del cuadro de individuales
| Preclasificado | País                      | Jugador                | Rank1 | Posición en el torneo |
| 1              | Bandera de Estados Unidos | Aleksandar Kovacevic   | 92    | Segunda ronda         |
| 2              | Bandera de Brasil         | Thiago Monteiro        | 99    | Segunda ronda         |
| 3              | Bandera de Argentina      | Francisco Comesaña     | 102   | CAMPEÓN               |
| 4              | Bandera de Argentina      | Camilo Ugo Carabelli   | 108   | Baja                  |
| 5              | Bandera de Argentina      | Thiago Agustín Tirante | 123   | FINAL                 |
| 6              | Bandera de Argentina      | Federico Agustín Gómez | 138   | Primera ronda         |
| 7              | Bandera de Chile          | Tomás Barrios          | 151   | Semifinales           |
| 8              | Bandera de Brasil         | Felipe Meligeni Alves  | 166   | Cuartos de final      |

- 1 Se ha tomado en cuenta el ranking del 11 de noviembre de 2024.

### Otros participantes
Los siguientes jugadores recibieron una invitación (wild card), por lo tanto ingresan directamente al cuadro principal (WC):
- Pedro Boscardin Dias
- Orlando Luz
- João Lucas Reis da Silva

Los siguientes jugadores ingresan al cuadro principal tras disputar el cuadro clasificatorio (Q):
- Garrett Johns
- Lautaro Midón
- Renzo Olivo
- Juan Pablo Paz
- Paulo André Saraiva dos Santos
- Gonzalo Villanueva

## Campeones

### Individual Masculino
- Francisco Comesaña derrotó en la final a  Thiago Agustín Tirante por 7–5, 4–6, 6–4

### Dobles Masculino
- Federico Agustín Gómez /  Luis David Martínez derrotaron en la final a  Christian Harrison /  Evan King por 7–6(4), 7–5